# John Cradlebaugh
John Cradlebaugh (22 de febrero de 1819 - 22 de febrero de 1872) fue el primer delegado en la Cámara de Representantes de Estados Unidos por el Territorio de Nevada.

## Biografía
Nacido en Circleville, Ohio, asistió a la escuela común Kenyon College (en Gambier, Ohio) y a la Universidad de Miami (en Ohio). Estudió derecho, y adquirió la licencia oficial y certificación para la práctica del derecho en 1840, siendo nombrado juez asociado de los Estados Unidos para el Distrito de Utah el 4 de junio de 1858.
En marzo de 1859, Cradlebaugh convocó a un gran jurado en Provo, Utah, en relación con la masacre de Mountain Meadows y a varios otros asesinatos sin resolver que ocurrieron en el territorio, pero el jurado negó los cargos. En respuesta a la negativa del jurado Cradlebaugh llamó las tropas federales, que aterrorizaron a los residentes locales. Sus acciones en esta ocasión fueron condenadas tanto por el gobernador de Utah Alfred Cumming como por el procurador general de los Estados Unidos Jeremiah S. Black.

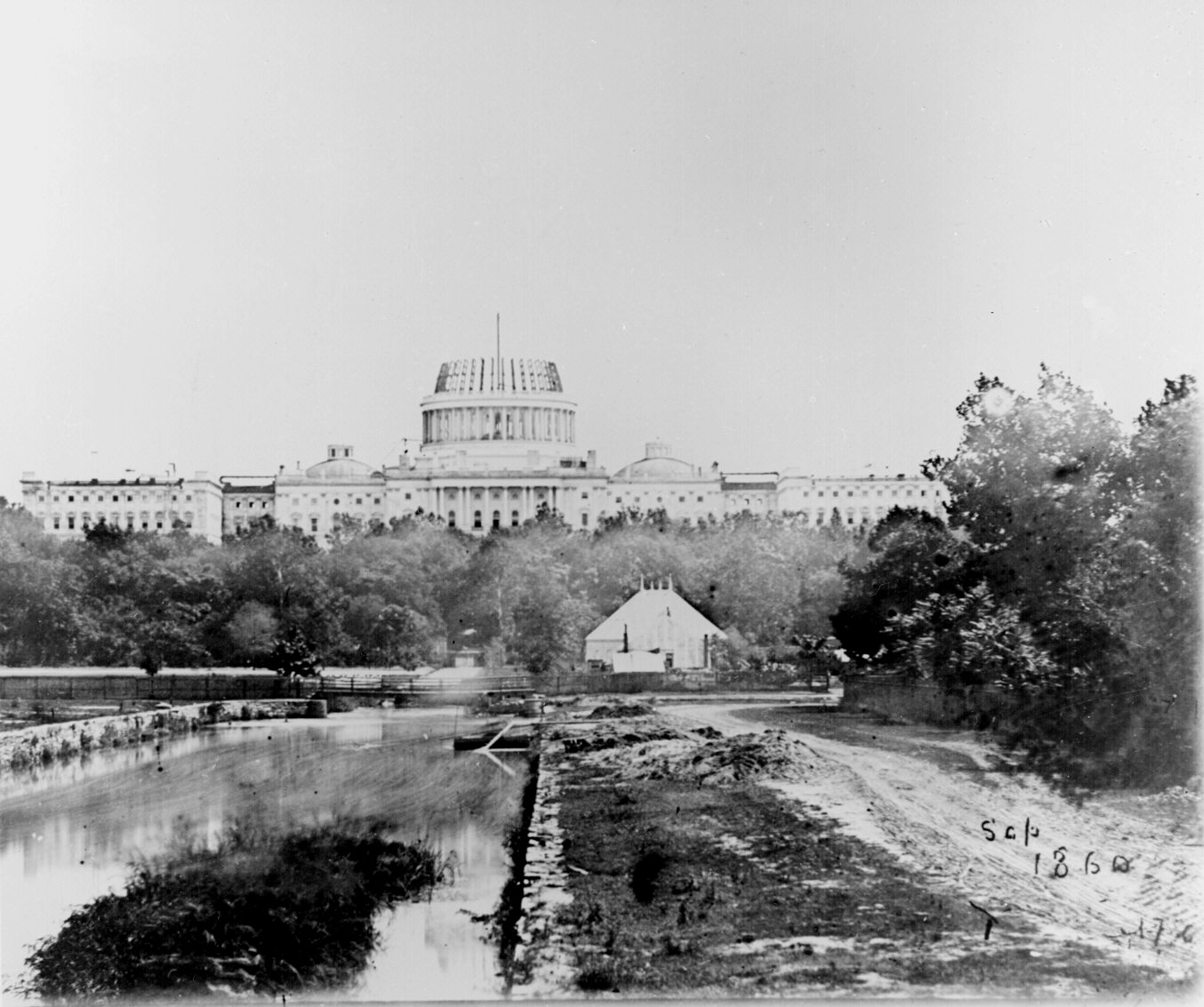
Trigésimo séptimo Congreso (Capitolio de EE.UU).

Cradlebaugh se mudó a Carson City, Nevada, y fue elegido delegado en la Cámara de Representantes de los Estados Unidos por Nevada para el trigésimo séptimo Congreso de los estados unidos, activo del 2 de diciembre de 1861 al 3 de marzo de 1863, durante los primeros años de la Guerra Civil Americana.
Fue coronel del 114 de Infantería de Ohio y sirvió del 27 de abril de 1862 hasta que aceptó honrosamente el 20 de octubre de 1863 la oferta de dimisión tras ser herido en la batalla de Vicksburg.
Cadelebaugh regresó a Nevada y se dedicó al negocio de la minería hasta su muerte en Eureka; el entierro fue en el cementerio de los bosques, Circleville, Ohio.